# Challignac
Challignac település Franciaországban, Charente megyében. Lakosainak száma 340 fő (2022. január 1.). Challignac Berneuil, Brie-sous-Barbezieux, Condéon, Saint-Aulais-la-Chapelle, Saint-Bonnet és Salles-de-Barbezieux községekkel határos.

## Népesség
A település népessége az elmúlt években az alábbi módon változott:
| Lakosok száma | 344  | 288  | 327  | 292  | 317  | 324  | 324  | 333  | 336  | 340  |
|               | 1968 | 1982 | 1990 | 2006 | 2013 | 2015 | 2017 | 2019 | 2020 | 2022 |